# Tele München Gruppe

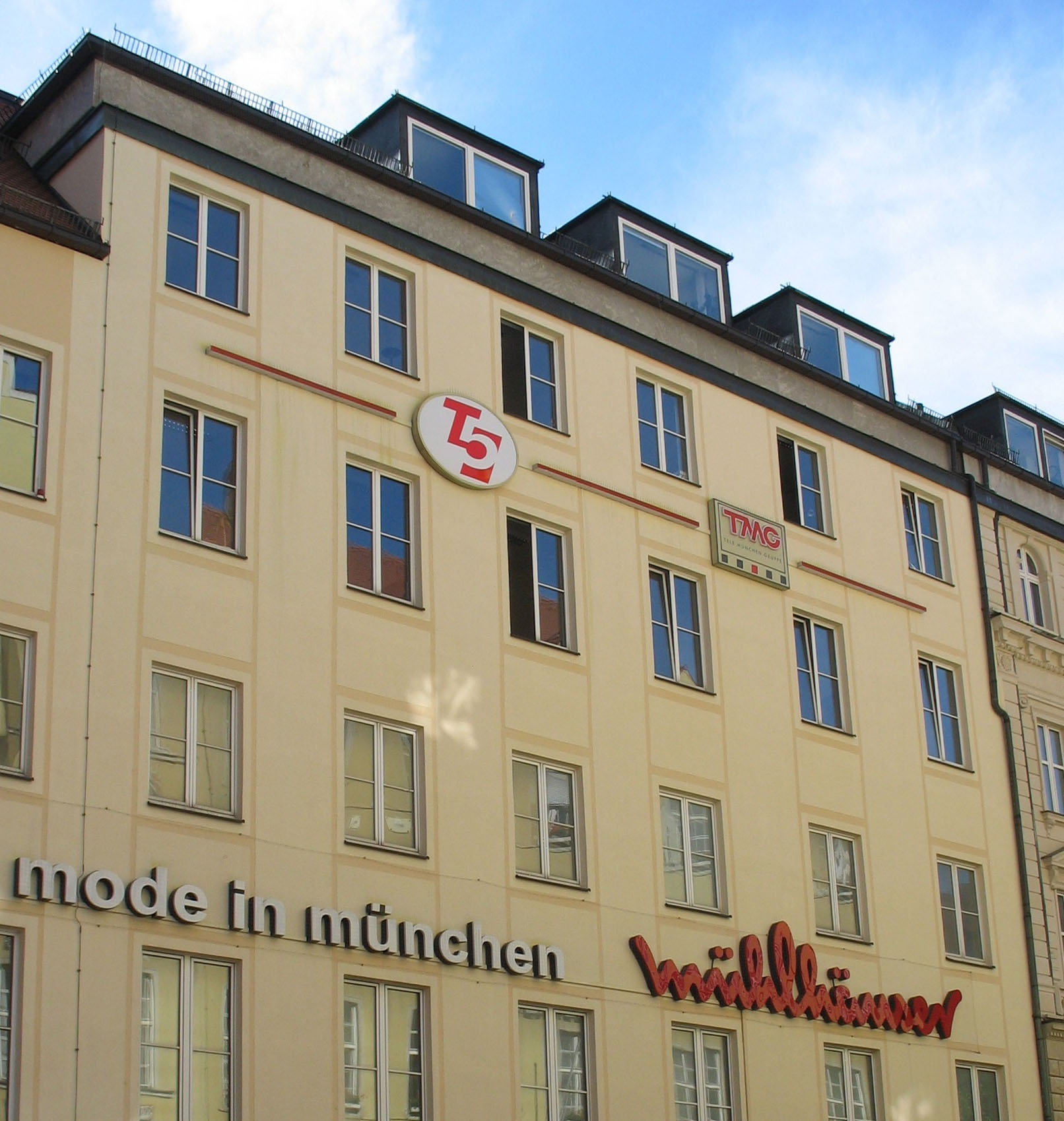
Sitz der TMG in München

Die Tele München Gruppe (TMG) ist ein Medienunternehmen mit Sitz in München. Sie ist ein Tochterunternehmen von Leonine.
Die Aktivitäten der Tele München Gruppe umfassen unter anderem den Lizenzhandel, das Halten von Fernseh- und Radiosenderbeteiligungen, die Kino-, Video-, TV-Distribution sowie die Fernseh- und Filmproduktion. Sie besitzt außerdem eine der größten Filmbibliotheken Europas.

## Geschichte
Die Tele München GmbH wurde am 27. April 1970 vom Autor und Produzenten Walter Ulbrich gegründet, über das Unternehmen wickelte er die Produktion von TV-Filmen wie Der Seewolf ab. 1977 wurde die GmbH von Herbert Kloiber und seinem Geschäftspartner Fritz Buttenstedt gekauft. 1980 wurde der Concorde Filmverleih für den Handel mit Filmlizenzen gegründet und ein Jahr später, im Jahr 1981, erwarb das Unternehmen zusammen mit dem Kinobetreiber Hans-Joachim Flebbe Kinos in Hamburg, Berlin und Braunschweig.
1985 wurde Tele München Gesellschafterin bei Sat.1, aber beendete ihr Engagement bereits ein Jahr später wieder. Stattdessen stieg sie mit 45 Prozent beim Fernsehsender Musicbox ein, den sie als Tele 5 zu einem direkten Konkurrent von Sat.1 ausbaute. Im selben Jahr beteiligte sich Tele München an dem Münchner Privatradio-Sender Radio Xanadu. Bei beiden Unternehmen gab man später Anteile ab, etwa an Fininvest bei Musicbox und an die NRJ Group bei Radio Xanadu.
1989 wurden 50 Prozent der Anteile an der Tele München Gruppe an Capital Cities/ABC verkauft. In den folgenden sieben Jahren war die Tele München Gruppe ein Joint Venture von Capital und Kloiber. Ebenfalls 1989 übernahm die Gruppe die Deutschland-Tochter von Vestron Video, was ihr die Rechte an über 300 Filmen einbrachte.
1991 verkaufte Tele München seine Tele-5-Beteiligung an den Axel Springer Verlag und gründete nur ein Jahr später, 1992, zusammen mit CLT, Bertelsmann und dem Heinrich Bauer Verlag den Fernsehsender RTL II. 1995 wurde dann der Fernsehsender tm3 von Tele München (TMG) und dem Heinrich Bauer Verlag aus der Taufe gehoben.
Im Jahr 1996 erwarb Herbert Kloiber die Anteile an Tele München von Capital Cities/ABC zurück und übernahm die Anteile des Heinrich Bauer Verlags an tm3. 1997 beteiligte TMG sich am ungarischen Privatsender TV2.
1998 übernahm Rupert Murdochs Firma News Corporation 66 Prozent an tm3 und zwei Jahre später, im Jahr 2000, übernahm die News Corporation den Sender komplett.
Am 28. April 2002 gründete die Tele München Gruppe einen neuen Sender unter dem Markennamen Tele 5.
2004 schloss die Gruppe einen Output-Deal mit Warner Bros. Entertainment ab, wodurch sie erstmals Filmrechte an neu erscheinenden Blockbustern hielt. 2012 folgte ein Output-Deal mit Metro-Goldwyn-Mayer, wodurch die deutschsprachigen TV-Rechte für alle James-Bond-Filme gesichert wurden.
Im Jahr 2008 übernahm die Tele-München Fernseh GmbH & Co Produktionsgesellschaft zusammen mit der ebenfalls von Herbert Kloiber gehaltenen HKL Medienbeteiligungs GmbH & Co KG den österreichischen TV-Sender ATV. Der Sender teilte dazu in einer Aussendung mit: „Der Verkauf des Anteils-Pakets der BAWAG P.S.K. am österreichischen Privatsender ATV an den Hauptgesellschafter Herbert Kloiber ist unter Dach und Fach. Kloiber hält nun 99,67 Prozent an ATV.“ Der Sender wurde 2017 an ProSiebenSat.1PULS4 weiterverkauft.
Weitere Beteiligungen bestehen seit 2011 an der Odeon Film AG sowie seit 2017 an der Storied Media Group und Load Studios.
Im Februar 2019 wurde die TMG von Kohlberg Kravis Roberts & Co. übernommen und kurz darauf als Tochterunternehmen von Leonine neu organisiert.

## Beteiligungen

### Produktion
- Clasart Film- und Fernsehproduktionsgesellschaft mbH (München, 100 %)
- Odeon Film AG (München, 85,2 %)
- Load Studios GmbH (Berlin, 33,3 %)
- Storied Media Group LLC (Santa Monica, USA, ? %)

### Vertrieb
- Concorde Filmverleih GmbH (Grünwald, 100 %)
- Concorde Home Entertainment GmbH (Grünwald, 100 %)
- Tele München International GmbH (Grünwald, 100 %)

### Ausstrahlung
- RTL II Fernsehen GmbH & Co. KG (RTL II, Grünwald, gemeinsam mit The Walt Disney Company: 31,5 %)
- TM-TV GmbH (Grünwald, 100 %)

### Sonstige
- On Demand Deutschland GmbH & Co. KG (Grünwald, 50 %)